# محافظة لويي
محافظة لويي (بالتايلندية: เลย)‏ و (بالإنجليزية: Loei)‏ هي واحدة من محافظات تايلاند الخمس والسبعين تجاور محافظة نونغ خاي ومحافظة ودون تاني ومحافظة نونغبوا لامفو ومحافظة خون كاين ومحافظة فيتشابون ومحافظة فيتسانولوك وفي الشمال تحدها لاوس.

## الجغرافيا
تحيط بالمحافظة سلسلة من الجبال المتموجة التي تغطي قممها الضباب ويفصل حدودها معا لاوس نهر لويي أحد روافد نهر ميكونغ.

## المناخ
تصل درجات الحرارة في شهر أبريل إلى أكثر من 40 مئوية وعلى العكس في فصل الشتاء فمحافظة لوي هي المكان الوحيد في تايلاند التي قد تصل درجات الحرارة في شهر ديسمبر إلى ما دون 0 مئوية.

## التاريخ
يعود تاريخ تأسيس المدينة إلى عهد راما الرابع في عام 1853 ونظرا لأزدياد السكان في عام 1907 أصبحت لويي محافظة.

## التقسيمات الادارية
تنقسم المحافظة إلى 14 مقاطعة رئيسية والتي بدورها نقسم إلى 89 بلدية و 839 قرية
| 1. موانج لويي 2. نا دوانج 3. تشيانغ خان 4. باك كوم 5. دان ساي 6. نا هايو 7. فو روا | 1. ثا لي 2. وانغ سافونج 3. فو كرادوينج 4. فو لوانغ 5. في خاو 6. آروان 7. نونغ هين |